# Sinus Concordiae

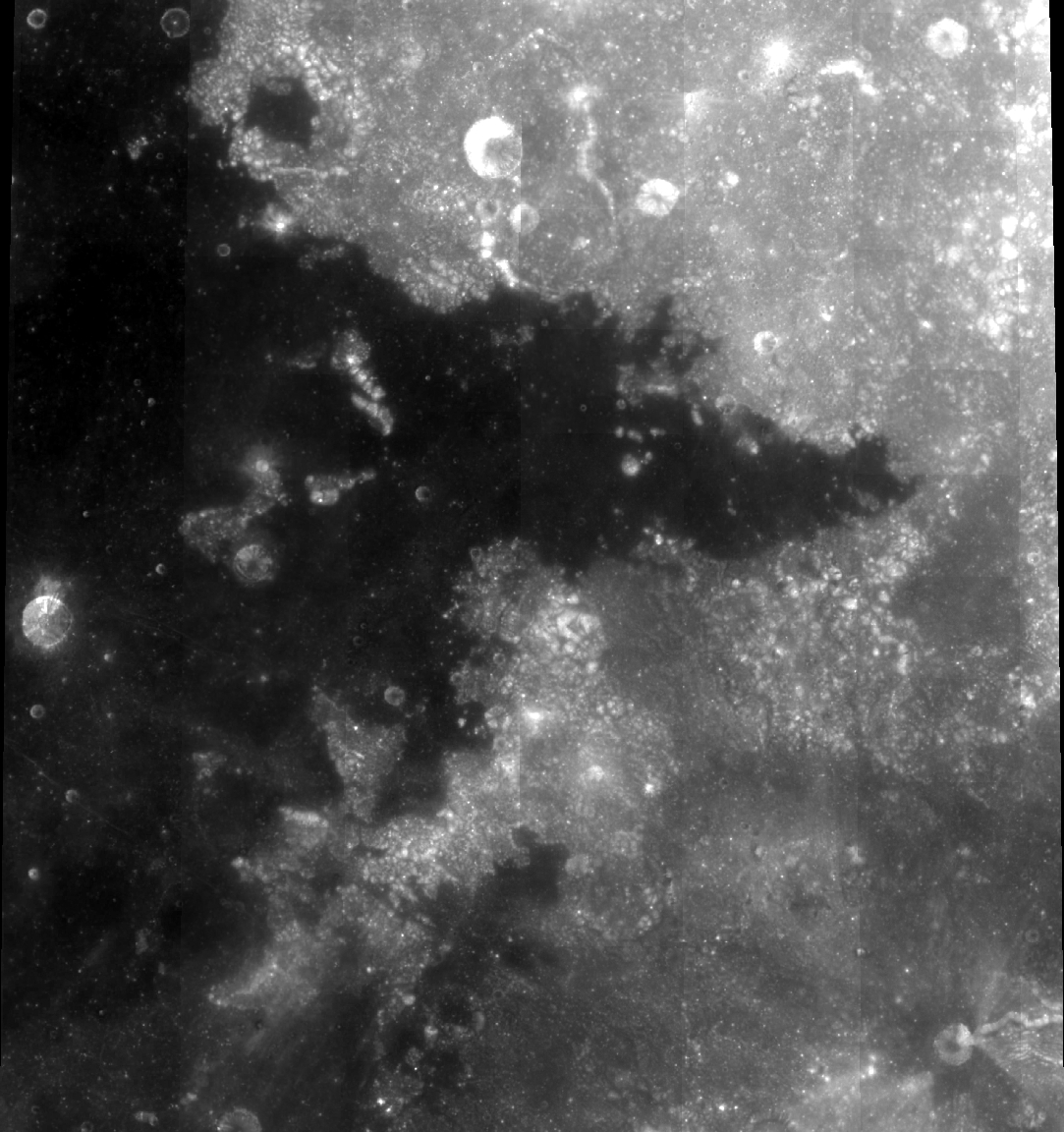
Sinus Concordiae.

Sinus Concordiae (česky Záliv svornosti nebo Záliv souzvuku) je měsíční záliv, který se nachází na východní straně Mare Tranquillitatis (Moře klidu) na přivrácené straně Měsíce. Na sever od něj se rozkládá plocha zvaná Palus Somni (Bažina spánku), jižní hranici tvoří oblast nepravidelného terénu s rozrušeným kráterem da Vinci. Západně od zálivu v Moři klidu se táhne cca 210 km dlouhá brázda Rima Cauchy. Střední selenografické souřadnice zálivu jsou 11,0° S a 42,5° V.